# Lageland
Lageland (Gronings: Legelaand), vroeger Hamweg genoemd, is een buurtschap in de gemeente Midden-Groningen en voor een klein deel in de gemeente Groningen in de Nederlandse provincie Groningen. Lageland is gelegen ten noorden van Harkstede aan het Slochterdiep. De naam Lageland verwijst naar de lage ligging. In het verleden was dit de aanduiding voor een veel groter gebied, met name de latere gemeenten Bedum en Ten Boer, in contrast met het Hogeland.

## Geschiedenis
Het dorp Lageland bevindt zich op de plek waar het Slochterdiep, gegraven in 1659, de Hamweg doorkruist. De woonplaats in 't leege Land onder Harkstede wordt genoemd in 1698. De kerkboeken van Harkstede en Woltersum vermelden meermalen inwoners uit het Leegelant. De provinciekaart van Theodorus Beckeringh uit 1781 gebruikt de Lage Landen daarentegen als een streeknaam, vergelijkbaar met de Lage Hooij Landen elders in Duurswold. Op zijn schetskaart uit 1768 is geen bebouwing te zien. Ook het kadaster van 1832 gebruikt de naam Leegeland uitsluitend voor de hele streek. De plek van het huidige dorp stond toen nog bekend als Hamweg; aan het Slochterdiep stonden slechts twee huizen. De topografische kaart van 1850 vermeldt Laagland bij enkele huizen aan de Lagelandsterweg. De buurtschap Het Lageland verscheen weliswaar op de topografische kaart van 1903, maar verdween weer bij een volgende druk. Pas in 1970 kwam de dorpsnaam definitief op de kaart te staan.
Het huidige dorp Lageland is ontstaan bij de ophaalbrug over het Slochterdiep. Op deze plek lag vroeger de Hamtil, later de draaibrug Hamdraai, waarbij in de 19e eeuw een gemeentelijk tol- en draaihuis stond. Mogelijk is hierin na de verpachting van de tollen in 1895 het café 'De IJzeren Klap' gevestigd (eerst onder een andere naam). Ernaast ligt een bekende ijsbaan. Vlak bij het dorp bevond zich vroeger een uitgestrekte hooiweide van 40 hectare, de Mainschoar genoemd, die 's winters onder water liep en schaatsliefhebbers van verre aantrok. Nog altijd wordt er elk jaar een kermis georganiseerd. Tot in de jaren zestig bezaten Lageland en Hamweg ook enige middenstand: een bakker, fietsenmaker, smid, enkele kruideniers en een groente- en zuivelzaak. Rond 1970 zijn deze allemaal verdwenen. Het tolhuis, later fietsenwinkel en nu woonhuis, stond tussen het café en het Slochterdiep.
In Lageland was een kleine openbare basisschool gevestigd, die naast Lageland tevens de nabije buurtschappen bediende, met name Blokum, Denemarken, Luddeweer, Schaaphok, Hamweg en Woudbloem. Deze school werd geopend op 20 oktober 1874. In de jaren 1980 trok de school amper twintig leerlingen. Rond 1987 werd een noodgebouw gebouwd en 'De Spil' genoemd. De oude school werd verbouwd tot twee woningen. Het noodgebouw werd later permanent. Vanwege de groei van het aantal leerlingen werd in 1996 een kleuterlokaal bijgebouwd en in 2008 een noodlokaal bijgeplaatst, maar in 2015 is de school alsnog gesloten. De school wordt nu bewoond. 

## Meerstad
Lageland ligt in het gebied waar de nieuwe wijk Meerstad verrijst. De buurtschap zal dan aan de noordkant van het nieuwe meer komen te liggen. Direct bij Lageland zouden volgens de eerste plannen ongeveer 400 nieuwe woningen gebouwd worden. In reactie op de economische crisis is het totale aantal woningen in Meerstad echter fors verlaagd en is de uitvoering ook naar verder in de toekomst geschoven. Anno 2017 staat er een vijftal nieuwe woningen van bewoners die elders in Meerstad hun huis moesten overdragen.
Tot 1 januari 2017 behoorde Lageland in zijn geheel tot de gemeente Slochteren. Sinds die datum loopt de gemeentegrens vlak langs de kern, die inmiddels bij de gemeente Midden-Groningen hoort. Een paar huizen langs het Slochterdiep ten westen van de kern zijn overgegaan naar de gemeente Groningen.

## Hamweg
De Hamweg begint in Harkstede en loopt van daaruit naar het noorden. Vlakbij Harkstede lag in de 18e en 19e eeuw de buurtschap Den Ham of Uitham met vijf woningen. De weg liep vroeger door tot aan Roeksweer; dit gedeelte heet nu Luddeweersterweg en Lagelandsterweg.
De naam Hamweg wordt al genoemd in 1471, als de edelman Johan Rengers het Fraterhuis te Groningen toestemming geeft om de Hamweg vanaf Blokum tot Scharmer en Westerbroek te gebruiken (gaende, ridende, varende des Hamweghes hent tot Schermer ende to Broke). Hij was mogelijk identiek aan de Schermster wegh langs de Scharmer Ae of Smerige Ae bij Blokum, vermeld in 1509.

## Vossenborg
Bij Lageland lag de buitenplaats 'Vossenborg' (19e eeuw: De Vossenburg) aan het Slochterdiep, vermeld sinds 1672. Het landgoed was gebouwd op een lage middeleeuwse huiswierde en is geheel of gedeeltelijk gesticht op voormalig kloosterbezit. Dit betrof volgens de kloosterkaart van Siemens bezittingen van het Jacobijnenklooster te Winsum of van het cisterciënzerklooster te Sint-Annen, die in de 17e eeuw kennelijk aan een belegger zijn verkocht. Het bezit moet zich oorspronkelijk ook ten noorden van het Slochterdiep tot aan de Kleisloot hebben uitgestrekt, waar de onregelmatige verkaveling de indruk wekt dat het mogelijk om een kloostervoorwerk ging.
Vossenborg was een tijdlang eigendom van de Groningse weesheer dr. Petrus de Cock (ov. 1776). Op de bijbehorende boerderij woonde in 1756 een zeker Jan Bour. Een ongedateerde schetskaart van Theodorus Beckeringh toont een herenhuis met twee bijgebouwen en een til over het Slochterdiep. In 1768 en 1769 werd namens de eigenaar de opbrengst van 80 grazen hooiland aan 't Slogter Diep, in de Monnike Venne, en op Vossenborg aan de Hamweg geveild. Later woonde hier de vervener Jan Hindrik Closse (ov. 1808), afkomstig uit Giethoorn. Bij verkoop in 1818 was nog uitsluitend een boerenplaats aanwezig. Ten westen van de Vossenborg aan de voormalige Kleisloot zijn nog een of twee wierden voorhanden; dit zijn de meest zuidelijk gelegen wierden in de provincie Groningen.

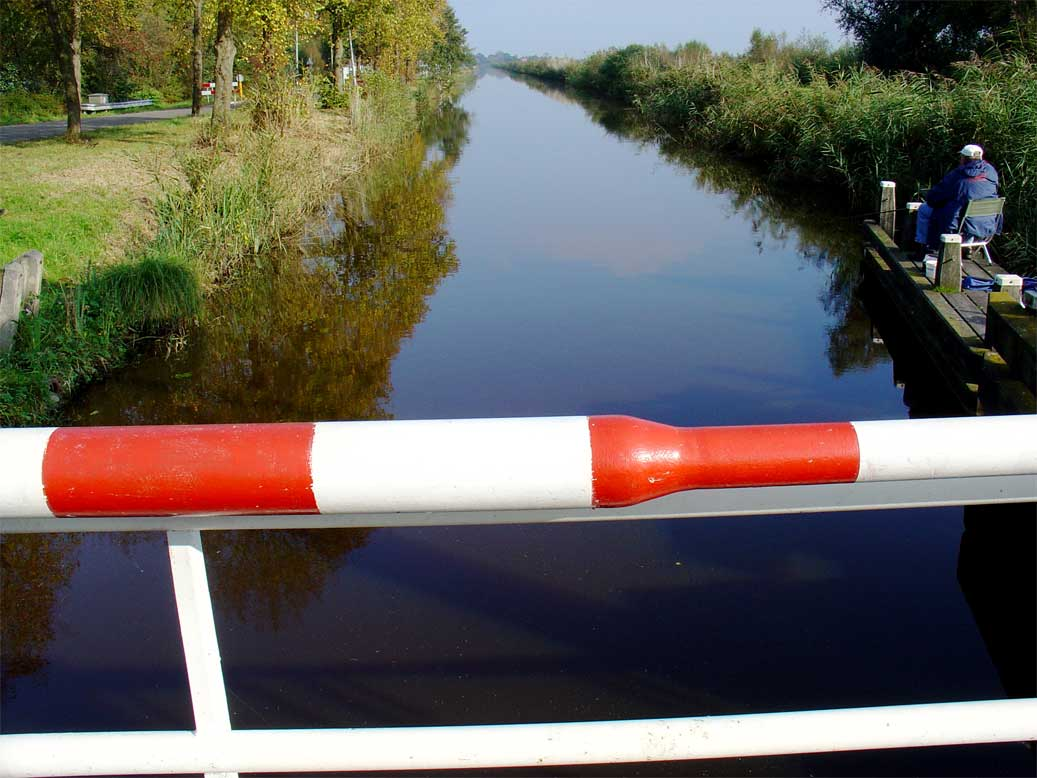
Het Slochterdiep nabij Lageland
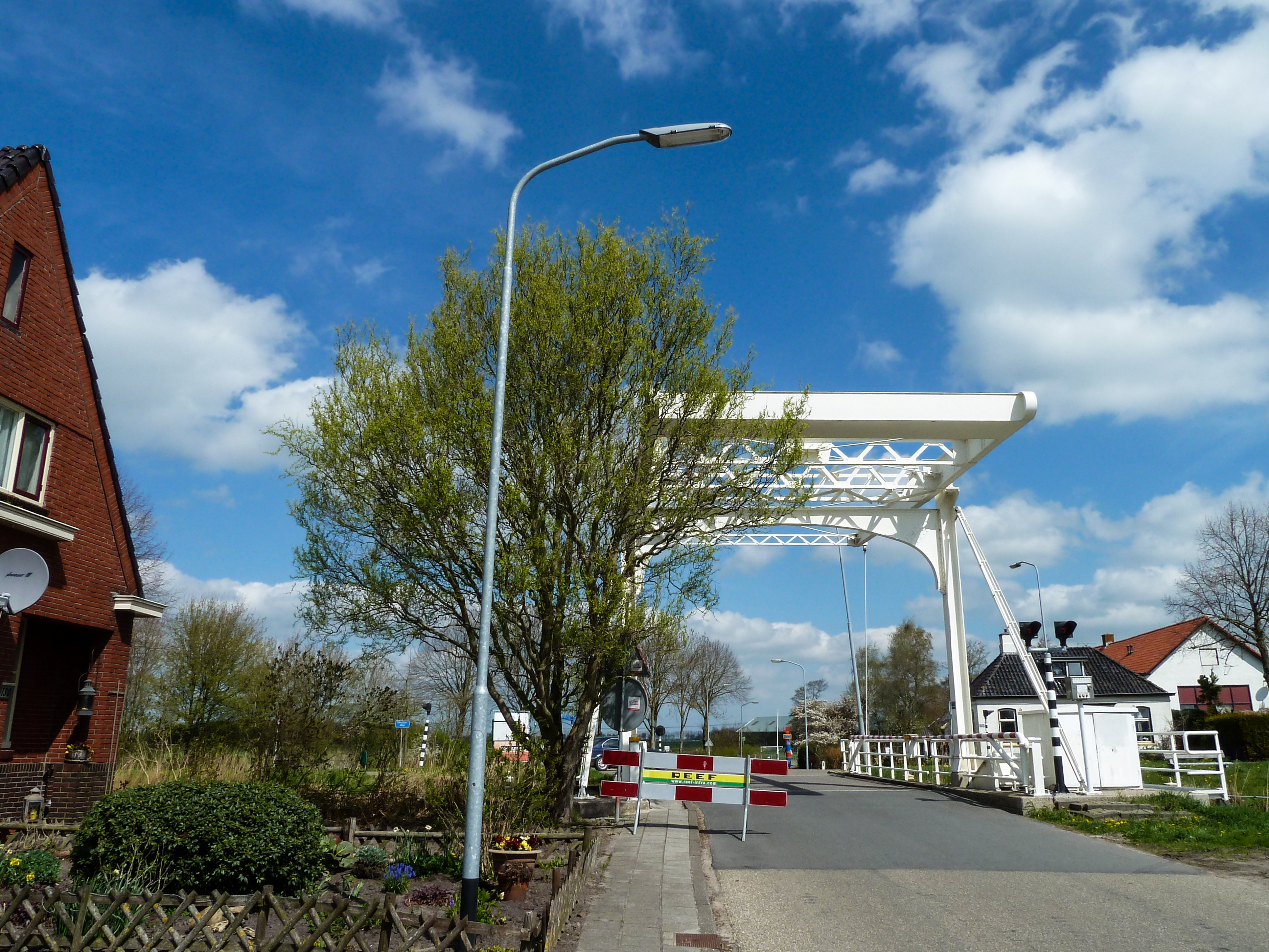
Brug over het Slochterdiep bij Lageland
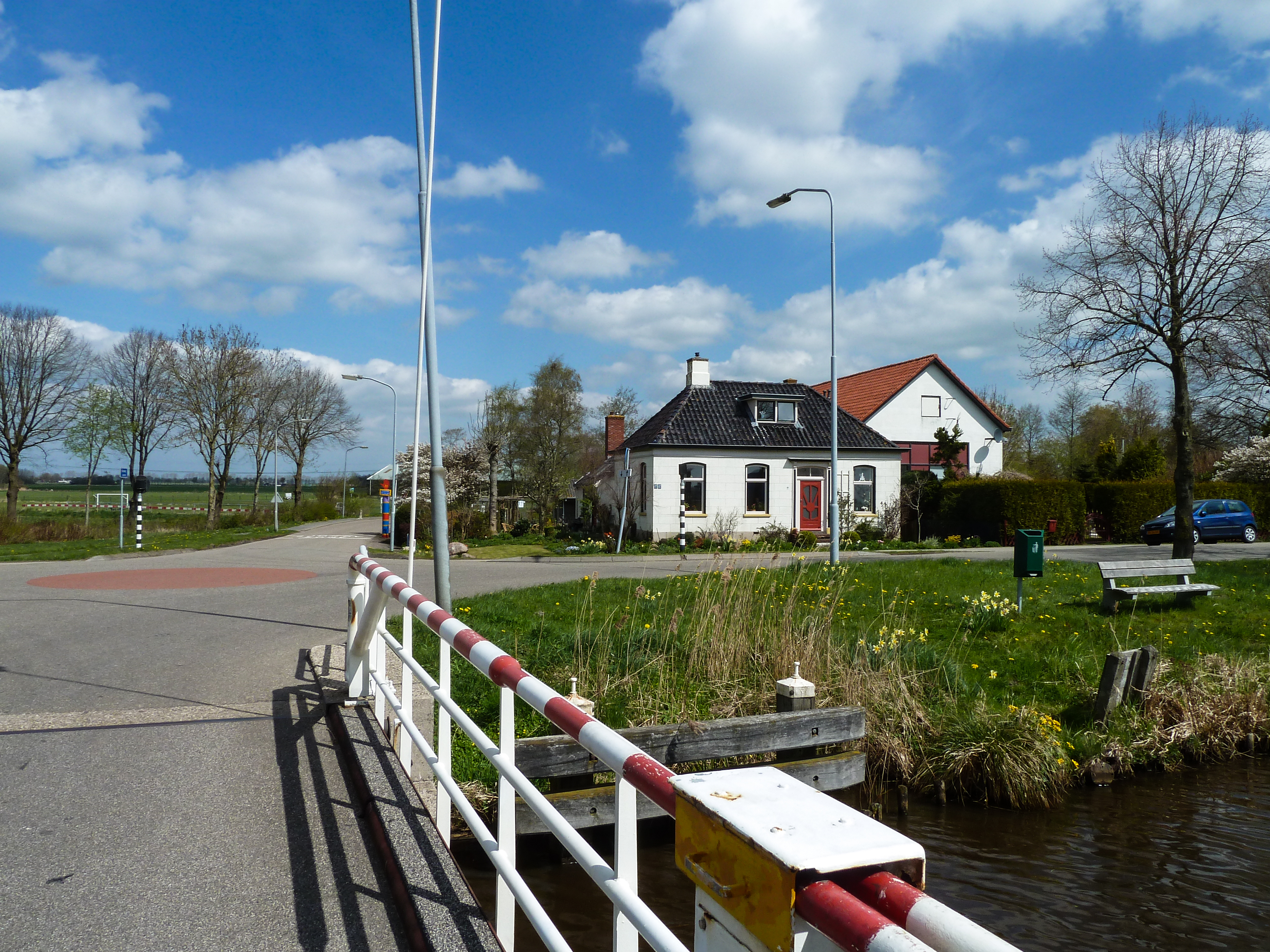
Gezicht op de bebouwing ten noorden van het Slochterdiep met op de achtergrond de school van Lageland